# Minilimosina curvistylus
Minilimosina curvistylus är en tvåvingeart som beskrevs av Marshall 1985. Minilimosina curvistylus ingår i släktet Minilimosina och familjen hoppflugor.
Artens utbredningsområde är Panama. Inga underarter finns listade i Catalogue of Life.